# Rubén Blanco
Rubén Blanco Veiga (Mos, 25 luglio 1995) è un calciatore spagnolo, portiere dell'Olympique Marsiglia.

## Carriera

### Club
Nel 2012 debutta in Segunda División B, terza serie del calcio spagnolo, con il Celta Vigo B.
Il 26 maggio 2013 trova il suo esordio in prima squadra, in Liga BBVA sul campo del Real Valladolid.
Il 20 luglio 2022, dopo 9 anni in prima squadra al Celta, viene ceduto in prestito all'Olympique Marsiglia.

### Nazionale
Con la nazionale Under-19 spagnola disputa, da titolare, due Europei consecutivi, nel 2013 e nel 2014. Nel 2015 colleziona la sua prima presenza in Under-21.